# Pauline Steinhäuser
Pauline Maria Luise Steinhäuser, née Francke, le 25 décembre 1809 à Güstrow et morte le 21 juin 1866 à Karlsruhe, est une peintre allemande spécialiste de peinture d'histoire et de peinture de genre.

## Biographie
Pauline Francke naît dans une famille luthérienne. Son père, Peter Heinrich Francke (1766-1838), est prédicateur de la cathédrale de Güstrow et plus tard surintendant ; et sa mère, Helene Elisabeth Henriette Augustine née von Kamptz, issue d'une famille de la noblesse, est la deuxième épouse de son père. Elle compte douze frères et sœurs dont le naturopathe et auteur Heinrich Friedrich Francke (1805-1848).
Elle étudie la peinture d'abord à Berlin, puis à Dresde auprès de Friedrich Matthäi et à la fin auprès de Louise Seidler avec une autre élève, Louise von Meyern-Hohenberg, à Weimar. À Weimar, elle travaille sous la direction de Louise Seidler jusqu'à l'été 1832 à une grande toile Le Réveil du printemps, qu'elle expose à Berlin cette même année  1832.
Elle est en correspondance étroite avec Bettina von Arnim. En 1834, elle retourne à Güstrow pour prendre soin de ses parents et après leur mort elle part en 1839 pour Rome, accompagnée de sa sœur Auguste (1817-1869). Elle s'y marie en 1840 avec le sculpteur Carl Steinhäuser dont elle avait fait la connaissance en 1832-1833 au salon de Bettina von Arnim et avec qui elle s'était fiancée de longues années ensuite. En 1844, Pauline Steinhäuser se convertit au catholicisme, suivie de son mari en 1848. Auguste Francke épouse à Rome l'épigraphiste Wilhelm Henzen.
Lorsque son mari est nommé professeur à l'École des arts de Karlsruhe, le couple s'installe à Karlsruhe en 1863 et elle meurt trois ans plus tard. Leur fille Maria reste à Rome où elle s'était mariée avec Bellardi et leur fils Johannes, devenu sculpteur, s'installe à Laas dans le Tyrol du Sud où il dirige les carrières de marbre.

## Quelques œuvres
- Le Christ et la Samaritaine (vers 1850); Saint Jean et L'Archange saint Michel au musée d'État de Schwerin
- Portrait du sculpteur Riese, cabinet d'estampes de Dresde
- Crucifixion (peinture d'autel, 1863), église de Diedrichshagen